# يان هارفي
يان هارفي (10 أبريل 1972 في أستراليا - ) (بالإنجليزية: Ian Harvey)‏ هو لاعب كريكت أسترالي. شارك مع منتخب أستراليا الوطني للكريكت. أما مع فريق رياضي، فقد لعب مع فريق فكتوريا للكريكت ونادي مقاطعة ديربيشاير للكريكت ‏ ونادي مقاطعة غلوستر للكريكت ‏ ونادي مقاطعة هامبشاير للكريكت ‏ ونادي مقاطعة يوركشاير للكريكت ‏ ونادي مقاطعة نورثامبتونشير للكريكت ‏ وCape Cobras ‏ وSouthern Rocks ‏.

## وصلات خارجية
- يان هارفي على موقع إي آس بي آن كريك إنفو (الإنجليزية)